# 3. Generalkommando
3. Generalkommando var en tidligere dansk kommando i Hæren. Den omfattede Slesvig, Holsten og Lauenborg.

## Historie
I 1815 blev der oprettet fire generalkommandoer i Danmark for henholdsvis Sjælland, Fyn, Nørrejylland og Hertugdømmerne. Efter 2. Slesvigske Krig i 1864 blev generalkommandoen for Fyn og Nørrejylland slået sammen (2. Generalkommando, senere Vestre Landsdelskommando), og 3. Generalkommando bortfaldt, da landområderne blev afstået ved freden i Wien.
Se også: Østre Landsdelskommando

## Chefsrække
Denne liste er ufuldstændig; hjælp gerne med at udfylde den.
- 1851-1856: Christoph von Krogh
- 1856-1863: Georg Schøller
- 1863-1864: P.F. Steinmann

| Militær | Spire Denne artikel om militær er en spire som bør udbygges. Du er velkommen til at hjælpe Wikipedia ved at udvide den. |